# Chůva (povídka)
Chůva (anglicky Nanny ) je vědeckofantastická povídka amerického spisovatele Philipa K. Dicka, která vyšla poprvé v dubnu 1955 v americkém magazínu Startling Stories.
Děj se odehrává v budoucnosti, kde je péče o děti svěřena robotickým chůvám, které se ale navzájem ničí, aby si lidé mohli kupovat stále novější a vyspělejší modely. Povídka obsahuje některé typické prvky Dickovy tvorby: satiru na konzumerismus a otázku závislosti na moderních technologiích.

## Postavy
- Mary Fieldsová – manželka
- Tom Fields – manžel
- Bobby a Jean Fieldsovi – děti
- paní Casworthyová
- pan Andrew Casworthy
- Phyllis Casworthyová – malá dcera

## Děj
V budoucnosti obstarávají péči o děti robotické chůvy, které jsou de facto členy rodiny. Rodina Fieldsových se dvěma dětmi má jeden postarší model chůvy. Ta se každou noc vykrádá z domu a na zadním dvorku bojuje se sousedovic chůvou. Z těchto potyček si odnáší různá poškození, což si vyžaduje časté opravy. 
Jednoho dne je v parku Fieldsovic chůva napadena před očima dětí novější a silnější chůvou, která ji zničí. To otce naštve natolik že jde okamžitě do obchodu koupit novou a požaduje tu nejvýkonnější. Když jejich nová chůva zničí chůvu patřící rodině Casworthyů, pan Casworthy reaguje stejně: jde koupit novou a chce tu nejlepší, i kdyby to mělo stát majlant.

## Citát
„Soupeření, konkurence; to jste řekl přesně. Překonání konkurence, abych to řekl správně. Allied Domestic s konkurencí nesoupeří – ničí ji. “ — Philip K. Dick: Chůva  

## Česká vydání
Česky vyšla povídka v následujících sbírkách nebo antologiích (k roku 2024):
- To je Wub, kapitáne! (Laser, 2002)
- Výplata (Baronet, 2004)